# ウェルタンク
ウェルタンク（Well Tank）は、蒸気機関車で用いられる水タンクの設置方式の一種である。

## 概要

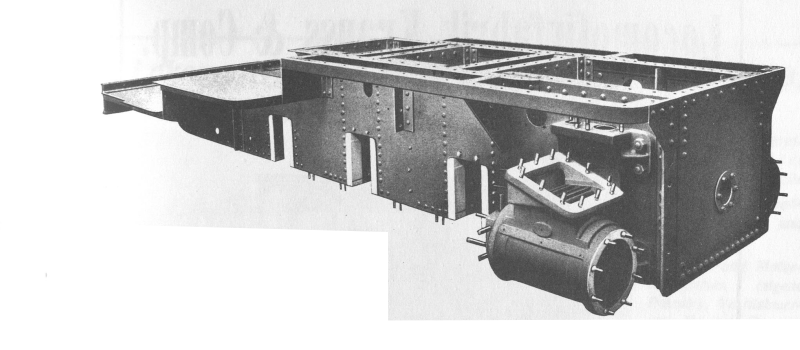
台枠に設けられた水タンク
（クラウス製タンク機関車）

薄い鋼板を組み合わせて箱状に構成される板台枠を採用する蒸気機関車において、台枠に横梁を入れて十分に補強し、これに底板などの仕切り板を追加することで、通常は空きスペースとなる主台枠内の空間を水タンクとして有効活用する方式である。

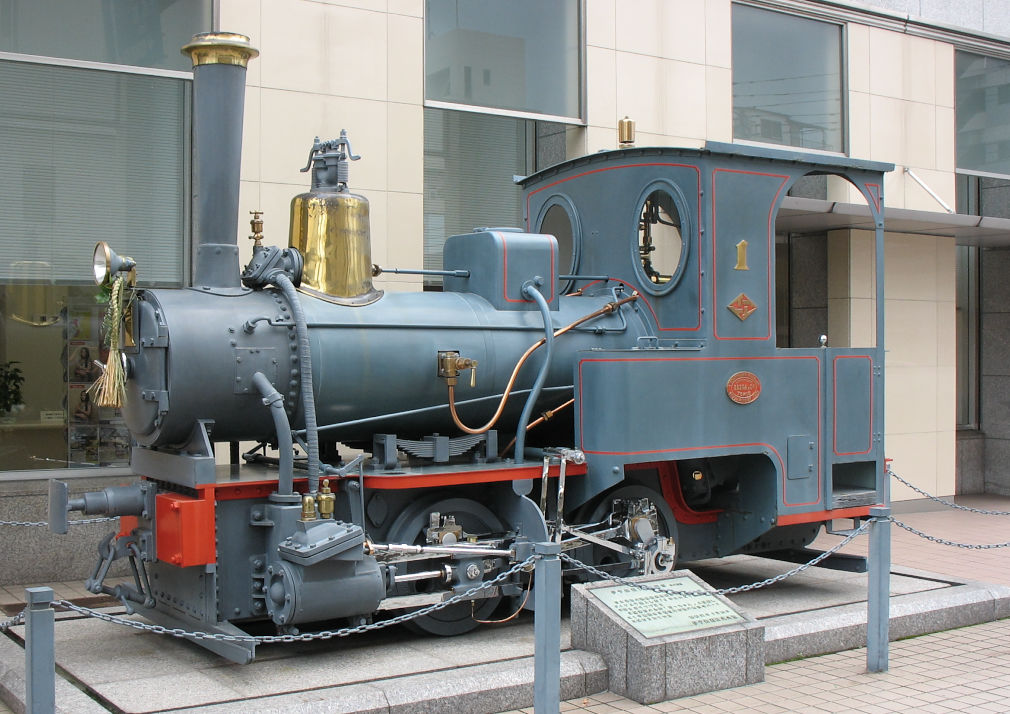
伊豫鉄道甲1形（レプリカ）

給水方法は次の2種類に大別され、ボイラへの注水はウェルタンクの最下部からインジェクタやポンプで行う。
1. ボイラー脇の台枠上に給水口を設置したタイプ（例：伊豫鉄道甲1形[4]）
2. 前面の台枠端梁（連結器の上）に給水口を突き出したタイプ（例：西大寺鉄道1形[5]）

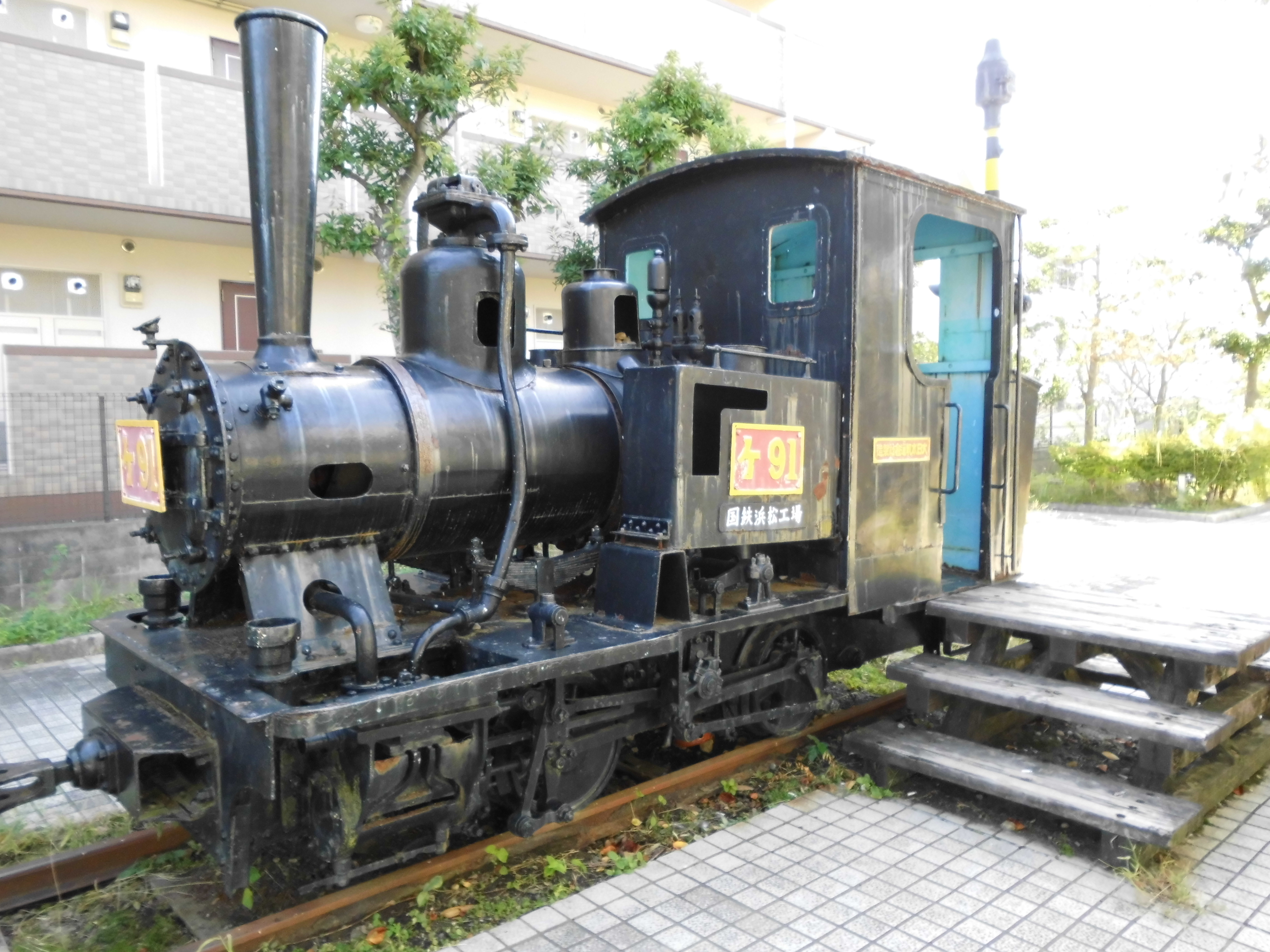
雨宮製作所が製造したケ90形
（サイド・ウェルタンク）

台枠の製造に際して各部の接合についての鋲接を強固に行い、水密を十分なものとする必要があるが、台枠強度の向上と低重心化が必然的に実現される。加えて、台枠上の水タンク設置スペースが空くため、その分だけ燃料庫容積の拡大が可能となり、容積のかさばる低質燃料の使用も容易になるという利点もある。水タンク容積が台枠容積以下に制限されるため、サイドタンクとの併用によるサイド・ウェルタンクとして補う形式も存在する。このため、特にタンク機関車で車体サイズを変えずに水タンク容積を可能な限り拡大したい場合に有効な設計手法である。
通常、台枠内の水タンク設置場所は空積による重心移動や軸重の変化による影響を極力最小限に抑える意味で動輪間とされるが、前方のシリンダーブロック間などに設けられたケースも少数ながら存在した。
この方式はドイツのゲオルク・クラウスがスイス北東鉄道の機関車主任時代に考案し、ドイツ・ミュンヘンにおいてクラウス社（Locomotivfabrik Krauss & Comp.）を創業後、1867年に完成した第1号機関車であるオルデンブルク大公国邦有鉄道向けテンダー機関車「Landwührden」からクラウス・システムとして実用化した。
これは特に軍用軽便鉄道向けをはじめとする軸配置B（ホワイト式車輪配置 0-4-0）あるいはC（同 0-6-0）といったクラスの小型蒸気機関車の分野において大きな成功を収めたうえ、その有用性ゆえにコッペルを筆頭とする欧州の機関車メーカー各社と、それらの製品を模倣した日本などの機関車メーカー各社が主として小型機に多用している。
事実、日本に輸入されたクラウス社製蒸気機関車では、その輸入第1号である伊豫鉄道甲1形から最終期の下津井軽便鉄道11形までほぼ全車に採用された。また、日本の軽便鉄道で最大勢力をなしたコッペル社製機関車でもほぼ全車に採用されており、日本の軽便鉄道向けタンク機関車の事実上の標準となっていた。
なお、日本で官公庁の許認可文書を含めて一般に用いられている「ボトムタンク」や「ボットムタンク」という語は和製英語であり、英語圏では通用しない。また、開発国であるドイツでは「Wasserkastenrahmen（水タンク台枠）」と呼ぶ。